# Qalàwun
Al-Màlik al-Mansur Sayf-ad-Din Qalàwun al-Alfí as-Salihí an-Najmí al-Alaí —àrab: الملك المنصور سيف الدين قلاوون الألفي الصالحي النجمي العلائي, al-Malik al-Manṣūr Sayf ad-Dīn Qalāwūn al-Alfī aṣ-Ṣāliḥī an-Najmī al-ʿAlāʾī—, més conegut simplement com al-Mansur Qalàwun o com Qalàwun, (país kiptxak, actualment Ucraïna, vers 1222 - el Caire, 11 de novembre de 1290), soldà mameluc bahrita o kiptxak del Caire (1279-1290).

## Carrera militar
Al-Mansur Qalàwun era un esclau cumà que fou venut a Egipte i el va comprar el general Ala al-Din Ak Sunkur al-Adil al-Sakil, mameluc del soldà aiúbida al-Adil I. A la mort del seu senyor el 1249, junt amb diversos mamelucs, va passar al soldà a Najm-ad-Din as-Sàlih Ayyub (1240-1249) que el va enviar a rebre formació militar; acabat l'entrenament fou alliberat i va rebre el títol d'emir. Mort al-Sàlih Ayyub el va succeir el seu fill Turanshah ibn al-Salih Ayyub (1249-1250) que fou gairebé el darrer sobirà aiúbida d'Egipte doncs a partir de 1250 el poder va estar en mans del mameluc Al-Muïzz Àybak.
Qalàwun va ascendir diversos graus fins a arribar a ser un dels principals mamelucs. Va conspirar contra Aybak i el 1254 va haver de fugir a Síria junt amb Baybars, Sunkur i Baysara, i va estar tres anys al servei d'al-Malik Salah al-Din al-Nasir Yusuf ibn al-Aziz de Damasc (1250-1260) amb el que va entrar en conflicte el 1257 i els mamelucs refugiats foren expulsats; van anar a Kerak on van entrar al servei d'al-Malik al-Mughith Fakhr al-Din Umar. Al-Muzaffar Sayf al-Din Kutuz, lloctinent d'al-Mansur Nur al-Din Ali (fill i successor d'Aybak, soldà del 1257 al 1259) va enviar un exèrcit a capturar-los a Kerak; Qalàwun i els seus companys foren derrotats i Qalàwun fou enviat presoner a Egipte, però al Caire es va escapar i va retornar a Kerak (1257) on va restar uns dos anys i al pujar Kutuz al poder va retornar al Caire amb altres mamelucs exiliats i foren ben acollits, ja que s'estava preparant un exèrcit contra els mongols que foren derrotats a la batalla d'Ayn Djalut el 1260.
Després de la victòria de Bàybars a Ayn Djalut, amb suport de Qalàwun i altres, va matar a Kutuz i va pujar al tron. Qalàwun fou llavors nomenat comandant de mil homes (amir alf). El 1272 va participar en una campanya contra els il-kànides, i va creuar l'Eufrates el primer. Cada vegada més amic de Baibars, el 1276 va donar la seva filla en matrimoni a al-Malik al-Said Nasir al-Din Barakah Khan o Baraka Khan (després sultà 1277-1279) fill de Baibars. Aquest va morir un any després i el seu fill, i gendre de Qalàwun el va succeir. Qalàwun va esdevenir el mameluc millor situat dins el cercle del poder. El mateix 1277 va fer una campanya a la Petita Armènia; Barakah Khan aviat es va enemistar amb els emirs que havien servit al seu pare, pels que va mostrar un cert menyspreu. Els emirs es van revoltar i el van assetjar a la fortalesa del Caire obligant-lo a abdicar.

## Soldà d'Egipte
Els mamelucs van oferir la corona a Qalàwun que la va refusar i fou posat al tron un menor de 7 anys, al-Màlik al-Àdil Badr-ad-Din Salàmix, amb Qalàwun com atabeg. El regnat de l'infant només va durar tres mesos, i Qalàwun va tenir el poder efectiu; al cap de tres mesos Qalàwun el va deposar (el va enviar a l'exili) i es va proclamar sultà. Poc després Barakah, Al-Àdil Salàmix i el seu germà Khadir van anar exiliats a Kerak, on Barakah va morir el 1280 (segons rumors enverinat per Qalàwun), i Khadir va agafar el control del castell de Kerak que va mantenir fins al 1286 (quan Qalàwun en va agafar el control).
Va fer arrestar a alguns mamelucs zahirites, va abolir l'impost de guerra (que es pagava per cada campanya) i va enfrontar als amirs opositors que aspiraven al sultanat especialment Sunkur al-Askar (el ros panotxa o pèl-roig) que es va proclamar sultà a Síria amb el nom d'al-Malik al-Kamil i va obtenir el suport dels mamelucs zahirites, dels beduïns i de l'emir aiúbida d'Hamat. Qalàwun va enviar contra el rebel a un exèrcit manat pel general Badr al-Din Baktash al-Fakhri; el combat decisiu es va lliurar a Djasura prop de Damasc i Sunkur fou derrotat i va fugir a terres dels beduïns demanant ajuts als il-kànides, però finalment a l'any següent Sunkur i Qalàwun van acordar la pau; també es va pactar una treva amb els croats de Jerusalem i altres estats. El 1281 Qalàwun va negociar una aliança amb l'emperador romà d'Orient Miquel VIII Paleòleg contra Carles d'Anjou que aspirava a l'Imperi Llatí i al regne de Jerusalem. Més tard va fer tractats comercials amb Gènova i amb el rei Jaume el Just de Sicília, Barcelona i Aragó (després del 1285) entre d'altres.
Els il-kànides això no obstant, dirigits per Mangu Timur, germà d'Abaqa i amb suport e georgians, armenis (de la Petita Armènia) i francs, van atacar la Síria, que fou defensada amb encert per Qalàwun que va enfrontar el 1281 a l'enemic a la segona batalla d'Homs i els atacants es van retirar. Abaqa i Mangu Timur van morir tots dos el 1282 i el germà i successor, Ahmad Tegüder (Takudar), que era musulmà, va intentar millorar les relacions amb els mamelucs i va intercanviar cartes i ambaixades però fou assassinat el 1284 i va pujar al tron Arghun Khan, fill d'Abaqa, hostil als musulmans. Durant aquest temps Qalàwun va lluitar contra el Regne Armeni de Cilícia (1283); després de dos anys de lluita els armenis van demanar la pau i es va signar una treva per deu anys el 1285, pagant els armenis un tribut anual i alliberant a tots els presoners musulmans.
El 1285 va trencar la treva amb els croats i va atacar als hospitalers a Margat, que va ocupar després de 38 dies de setge, retirant-se els cavallers a Trípoli del Líban; el comte local Bohemon VII, per congraciar-se amb el sultà li va cedir el castell de Maraclea. El mateix any Margarida de Tir va demanar la pau que li fou atorgada per deu anys però en condicions humiliants.
Convertida en la darrera fortalesa de l'extint principat d'Antioquia, i governada des del comtat de Trípoli, el 22 de març de 1287, les defenses de Latakia es van malmetre pels efectes d'un terratrèmol, i Qalàwun va aprofitar l'oportunitat per conquerir-la el 20 d'abril, doncs no estava coberta per les treves amb els llatins. i el 1288 i 1289 va fer campanya a Núbia on volia castigar a Shamamun; aquest va jugar un temps a amagar-se dels egipcis però finalment va enviar una delegació amb regals pel sultà i el tribut (bakt) degut i va demanar perdó que li fou atorgat.
La lluita successòria que va esclatar al comtat de Trípoli a la mort de Bohemon VII fou aprofitada per Qalàwun per assetjar i conquerir la ciutat el 27 d'abril de 1289 amb el suport venecià i pisà, oposats a la influència genovesa. Després de la caiguda de Trípoli el 1289, Enric II de Xipre va signar una nova treva de deu anys amb Qalàwun El 1290 ciutadans d'Acre van atacar a uns mercaders musulmans i Qalàwun va demanar una explicació i el càstig dels culpables; la resposta fou dubitativa, ja que les autoritats del regne estaven dividides entre els partidaris de mantenir la treva pactada per 10 anys i els partidaris de la guerra; no obtenint satisfacció, Qalàwun va donar per acabada la treva i es va disposar a assetjar la ciutat, però abans d'iniciar les operacions va morir al Caire el dissabte 11 de novembre de 1290. El va succeir el seu fill Al-Àixraf Khalil, que va conquerir Acre el 1291. La dinastia de Qalàwun va durar del 1279 al 1382 (excepte tres sultans entremig) i fou el creador del regiment dels mamelucs burgites (Burdjiyya) format per esclaus circassians d'on va sortir la segona dinastia de mamelucs egipcis el 1382.
Va restaurar diverses ciutadelles (Alep, Baalbek, Damasc) i al Caire va construir un hospital, el monument més important de la dinastia mameluca (al-bimasristan al-Mansuri) amb una mesquita i escola i un mausoleu.